# Никулин, Степан Андреевич
Степа́н Андре́евич Нику́лин (род. 17 марта 2001, Ярославль, Ярославская область) — российский хоккеист, левый крайний нападающий, выступающий за клуб КХЛ «Локомотив». Обладатель Кубка Гагарина 2025 года в составе «Локомотива».

## Карьера
Хоккеем начал заниматься в СДЮШОР «Локомотив», куда старался попасть с 4 лет, но из-за слабой физической формы его не брали до шестилетнего возраста. Тренировался в школе «Локомотива», но игровую практику получал уже в другой хоккейной школе Ярославля.
Дебютировал за ярославские команды МХЛ «Локо» и НМХЛ «Локо-Юниор» в 2018 году в сезоне 2018/19, когда окончил спортшколу «Локомотива». Дебютный гол Никулин забросил в первом же матче за «Локо», а после продолжал регулярно набирать очки. В том же сезоне Никулина отправили в «Локо-Юниор», выступавший в НМХЛ, где он с командой занял третье место в плей-офф.
В сезоне МХЛ 2019/20 Никулин уже закрепился в основном составе «Локо». Годом позже стал MVP сезона и набрал 74 очка (33+41).
20 сентября 2021 года дебютировал в КХЛ за «Локомотив» в матче с хельсинским «Йокеритом» (1:4). Сыграл и в двух следующих матчах, после чего был отправлен играть в фарм-клуб в ВХЛ за клуб «Молот» Пермь.
В сезоне ВХЛ 2021/22 за «Молот» сыграл 41 матч, в которых набрал 23 (11+12) очка. Сыграл 5 матчей в плей-офф, в которых отметился одной результативной передачей.
Продолжил играть за «Локомотив» в КХЛ в сезоне 2022/23, за 61 игру набрал 33 (14+19) очка. В плей-офф в 12 матчах набрал 6 (2+4) очков.
Перед началом сезона КХЛ 2023/24 Никулин подписал с «Локомотивом» контракт на два года, по которому его зарплата должна была составить 19 миллионов рублей за первый год, а за сезон 2024/25 — 23 миллиона рублей В этом сезоне Степан сыграл 53 игры, в которых набрал 19 очков (8+11)..

## Достижения
- MVP сезона МХЛ 2020/21
- Серебряный призёр Чемпионата МХЛ (2021)
- Бронзовый призёр Первенства НМХЛ (2019)
- Серебряный призёр Чемпионата КХЛ: 2024
- Обладатель Кубка Гагарина 2025 года

## Статистика
| Легенда | Легенда                    | Легенда | Легенда                   | Легенда | Легенда    |
| ------- | -------------------------- | ------- | ------------------------- | ------- | ---------- |
| И       | Количество проведённых игр | Штр     | Штрафное время            | +/−     | Плюс-минус |
| Г       | Голы                       | П       | Голевые передачи          | О       | Очки       |
| -       | Статистика неизвестна      | —       | Статистика не учитывалась |         |            |